# Делмонт (Південна Дакота)
Делмонт (англ. Delmont) — місто (англ. city) в США, в окрузі Дуглас штату Південна Дакота. Населення — 153 особи (2020).

## Географія
Делмонт розташований за координатами 43°16′0″ пн. ш. 98°9′33″ зх. д. / 43.26667° пн. ш. 98.15917° зх. д. (43.266638, -98.159153).  За даними Бюро перепису населення США в 2010 році місто мало площу 1,98 км², уся площа — суходіл.

## Демографія
Згідно з переписом 2010 року, у місті мешкали 234 особи в 110 домогосподарствах у складі 61 родини. Густота населення становила 118 осіб/км².  Було 141 помешкання (71/км²).
Расовий склад населення:
| - 83,3 % — білих - 9,0 % — корінних американців - 3,0 % — чорних або афроамериканців - 1,7 % — осіб інших рас |

До двох чи більше рас належало 3,0 %. Частка іспаномовних становила 3,4 % від усіх жителів.
За віковим діапазоном населення розподілялося таким чином: 20,5 % — особи молодші 18 років, 56,4 % — особи у віці 18—64 років, 23,1 % — особи у віці 65 років та старші. Медіана віку мешканця становила 50,7 року. На 100 осіб жіночої статі у місті припадало 114,7 чоловіків;  на 100 жінок у віці від 18 років та старших — 113,8 чоловіків також старших 18 років.
Середній дохід на одне домашнє господарство  становив 47 057 доларів США (медіана — 42 361), а середній дохід на одну сім'ю — 61 184 долари (медіана — 54 375). За межею бідності перебувало 10,2 % осіб, у тому числі 5,8 % дітей у віці до 18 років та 17,5 % осіб у віці 65 років та старших.
Цивільне працевлаштоване населення становило 125 осіб. Основні галузі зайнятості: освіта, охорона здоров'я та соціальна допомога — 29,6 %, будівництво — 12,0 %, сільське господарство, лісництво, риболовля — 9,6 %, виробництво — 8,8 %.